# Vinagre y rosas
Vinagre y rosas es el decimoquinto álbum de estudio del cantautor español Joaquín Sabina, publicado por la compañía discográfica Sony BMG el 17 de noviembre de 2009. Incluye trece canciones, un bonus track y el primer sencillo es «Tiramisú de limón», canción en la que participan como compositores de su música y cantantes el grupo Pereza. El segundo sencillo es «Viudita de Cliquot». Permaneció diecisiete semanas en el puesto más alto de la lista de discos más vendidos de España y consiguió tres discos de platino. Mundialmente ha alcanzado las 400 000 copias vendidas.

## Producción

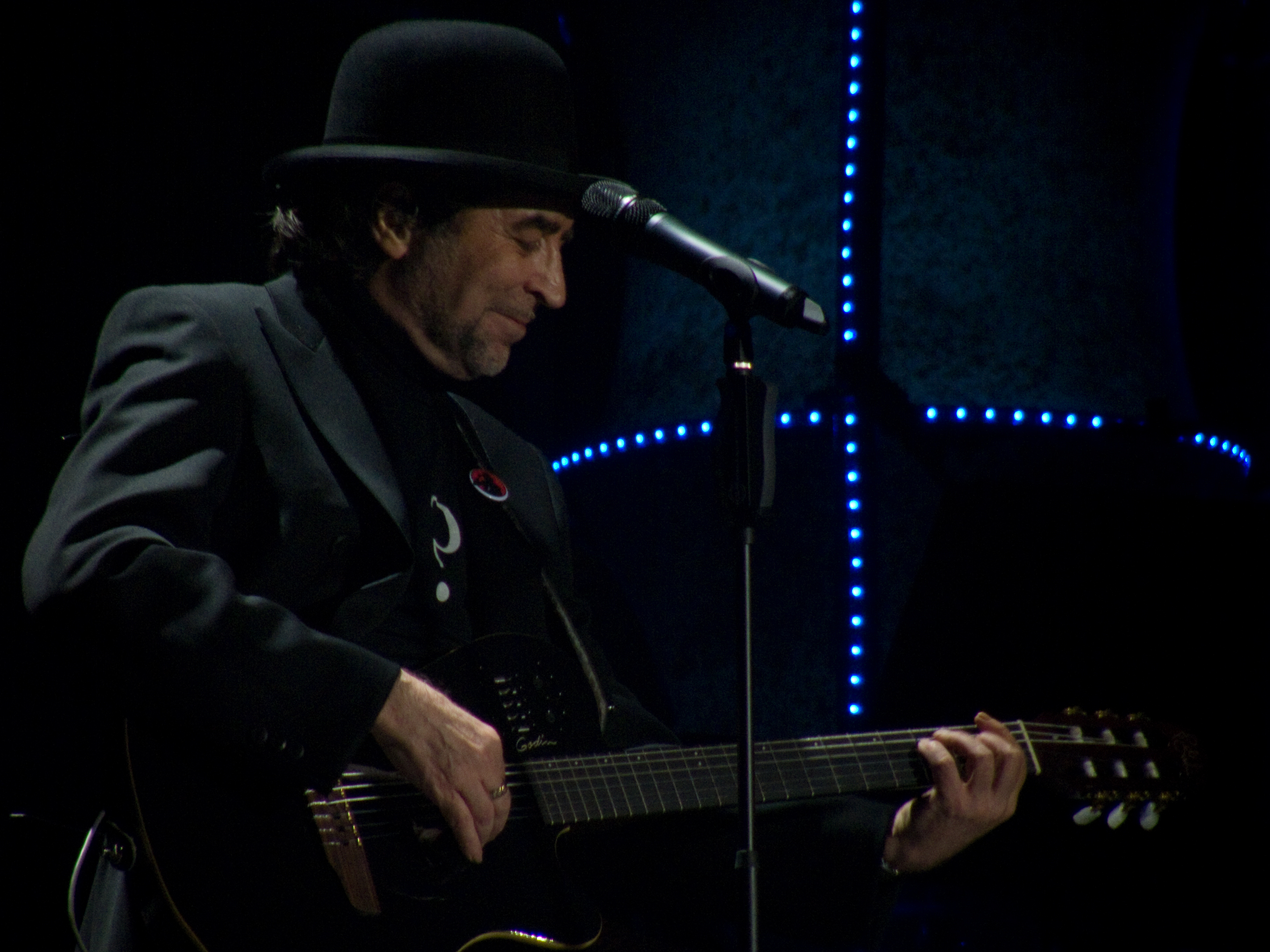
Joaquín Sabina durante el concierto promocional de la gira en Madrid.

La producción fue realizada por los colaboradores habituales del cantautor, Pancho Varona, Antonio García de Diego, José Antonio Romero y también participó el propio Joaquín Sabina; excepto en las canciones «Tiramisú de limón», que es el primer sencillo, y «Embustera», que fueron producidas por el grupo Pereza. Según palabras del propio Sabina, la elección del grupo Pereza para realizar esta colaboración fue: 

Porque me estaba saliendo un disco bastante amargo. A mí me gustan las canciones amargas; de hecho, son las que más me gustan, pero pensé que hacía falta abrir un par de ventanas y que entrara aire fresco, juvenil y rocanrolero, y el único grupo español que me gustaba para hacer ese tipo de colaboración eran los Pereza. [...] Decidí contactar a un grupo de rock joven para que me diera ese aire que yo tenía a los treinta años.
Joaquín Sabina

El sencillo «Tiramisú de limón», es una canción en medio tiempo que comienza con aire porteño, para después cambiar a rock, con un sonido compacto y potente, acompañado por César Pop tocando el acordeón y con Joan Manuel Serrat, Guti, Pancho Varona y Antonio García de Diego en los coros. La letra del sencillo fue compuesta por Joaquín Sabina y la música por Pereza. Leiva escribió las partituras para batería, bajo, guitarras acústicas y eléctricas, pandereta y coros; y Rubén compuso la parte de la guitarra eléctrica y coros. Esta es la primera vez que el cantautor y el grupo realizaron una colaboración.
Las letras de diez de las canciones fueron escritas por Joaquín Sabina junto a Benjamín Prado, poeta y amigo del cantautor. Para ello, viajaron a Praga y se alojaron en el Kempinski Hybernská, uno de los hoteles más lujosos de la capital de la República Checa, durante ocho días. Tras este viaje, continuaron la composición en Madrid y Rota (Cádiz). Prado relató el proceso de composición de las canciones y el viaje que realizaron a Praga en el libro Romper una canción, publicado en 2009. Otra de las canciones fue compuesta junto al poeta y también amigo Luis García Montero. La canción «Violetas para Violeta», que es un bonus track, está dedicada a la cantautora chilena Violeta Parra. Sabina tenía compuesta esa canción desde hacía varios años, pero nunca había sido editada. Mercedes Sosa, dos meses antes de su fallecimiento el 4 de octubre de 2009, le pidió al cantautor cantar una canción junto a él. Tras el fallecimiento de la cantautora argentina, Sabina decidió incluir la versión original en el disco como homenaje a ambas cantautoras. La canción «Menos dos alas» está dedicada al poeta Ángel González, amigo del cantautor y fallecido en 2008.
El álbum se publicó simultáneamente en dos formatos diferentes: en edición libro-CD, que incluye dibujos y textos de Joaquín Sabina, y en edición CD estándar. El videoclip del sencillo fue realizado por Rafa Sañudo, fue grabado en el antiguo Mercado de Frutas y Verduras de Legazpi, en Madrid, y contó con la colaboración de Pereza y Mónica Molina.

## Gira

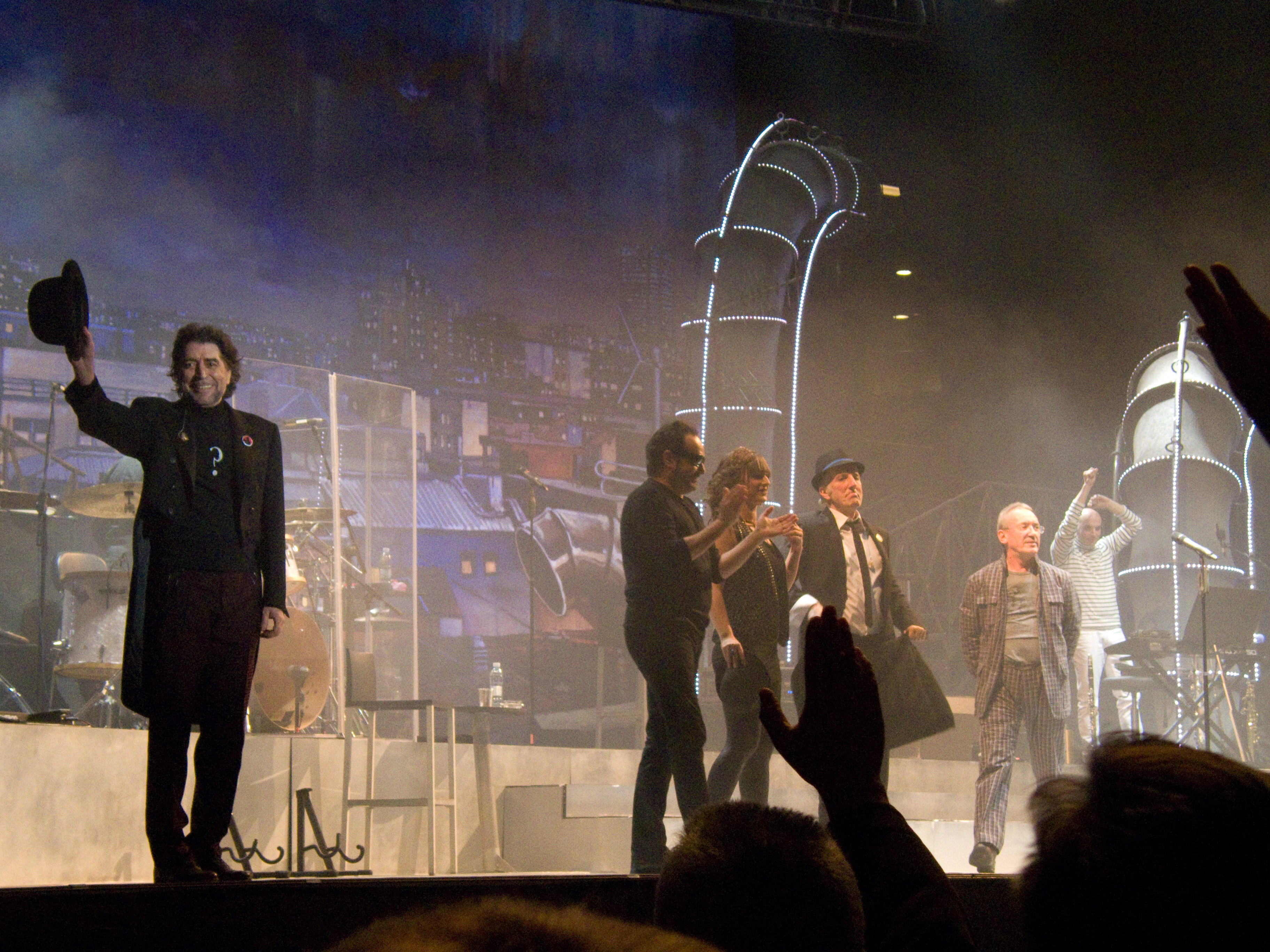
Al finalizar el concierto de Madrid. De izquierda a derecha: Joaquín Sabina, Jaime Asúa, Mara Barros, Pancho Varona, Antonio García de Diego y José Miguel Pérez Sastre.

Poco después de la publicación de Vinagre y rosas el 17 de noviembre, Joaquín Sabina inició una gira para presentar el álbum. El primer concierto de dicha gira fue en el Multiusos Sánchez Paraíso de Salamanca y tuvo lugar los días 20 y 21 de noviembre. Los músicos de la gira fueron Pancho Varona, Antonio García de Diego, Pedro Barceló, Jaime Asúa, José Miguel Pérez Sastre y Mara Barros.
Después la gira pasó por Vigo, Zaragoza, Valencia, Pamplona, San Sebastián, Bilbao, Roquetas de Mar, Córdoba, Madrid, Barcelona, Granada y Málaga, entre otras ciudades españolas. A partir del 15 de enero de 2010, dio comienzo la gira por Latinoamérica en Argentina en la ciudad de Trelew, para viajar después a las ciudades argentinas de Junín y Buenos Aires (el concierto tuvo lugar en el Estadio Alberto J. Armando), más tarde a las ciudades chilenas de Olmué y Santiago de Chile, después a la argentina Mar de Plata, posteriormente actuó en la capital de Uruguay, Montevideo, en el Estadio Centenario; y concluyó la gira en las ciudades argentinas de Córdoba, en el Estadio Chateau Carreras; Santa Fe, Neuquén, Mendoza (Argentina), en el Estadio Islas Malvinas; y Rosario. Esta gira, según afirmó el propio cantautor, sería la última que realizara por grandes escenarios.
La gira por España tuvo una gran afluencia de público y se agotaron las entradas puestas a la venta a los pocos días de su comercialización. Inicialmente iba a realizar un único concierto en Salamanca, pero, dado que las entradas para el concierto del día 20 se agotaron en cinco días, programó una segunda actuación para el día siguiente. En Vigo acudieron 3000 personas al único concierto realizado en Galicia, en Zaragoza se agotaron las entradas el mismo día en que se pusieron a la venta para los dos conciertos que realizó en la ciudad, en Córdoba se vendieron las 5500 del aforo del local en el que iba a realizar el concierto, en Madrid se agotaron las 10 000 entradas del Palacio de los Deportes en 4 días y en Barcelona se confirmó la fecha para un nuevo concierto tras vender todas las entradas para el primer concierto previsto en el Palau Sant Jordi.

## Recepción

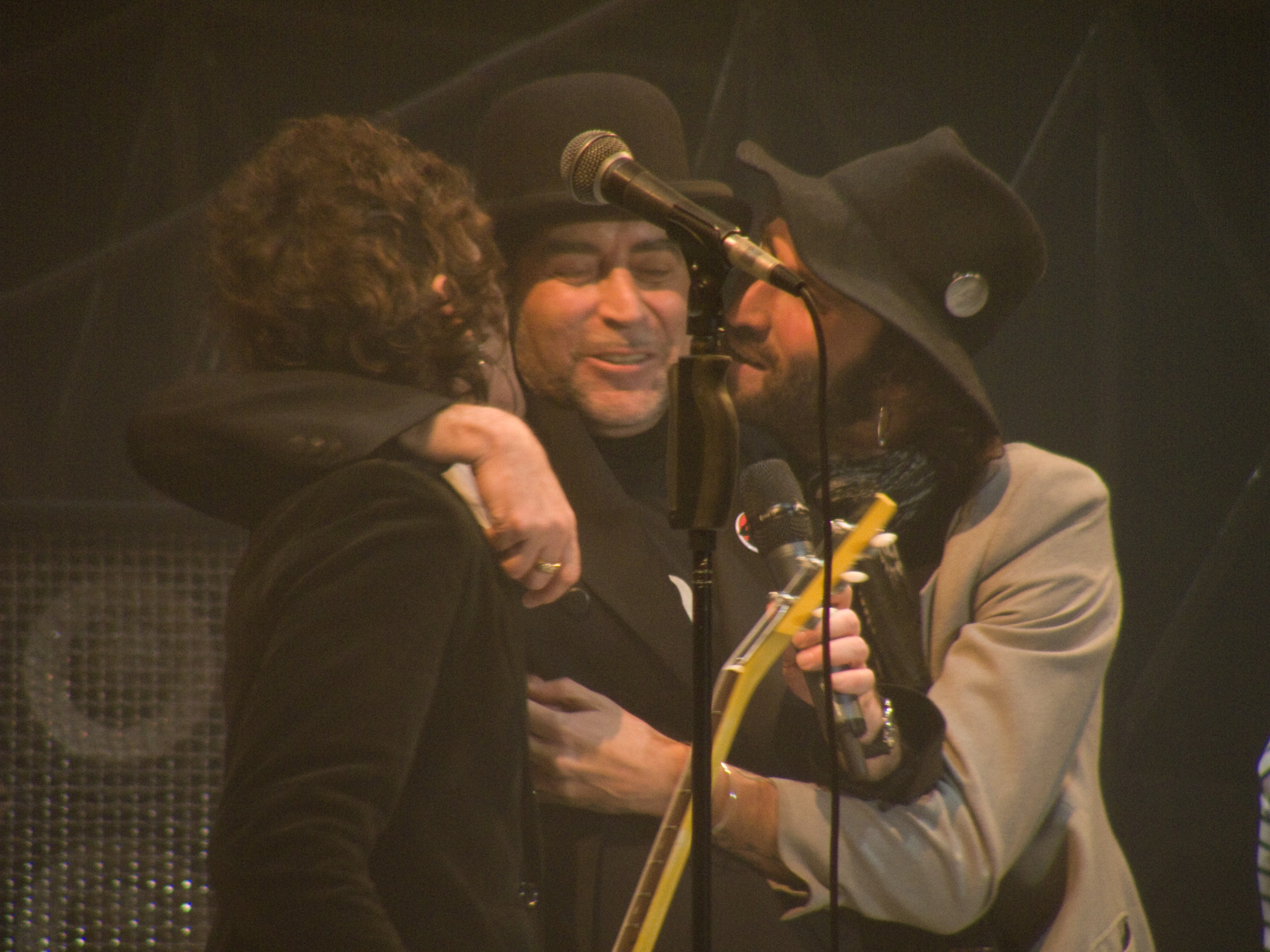
Joaquín Sabina junto a Pereza, que actuaron como artistas invitados, durante el concierto de Madrid de la gira Vinagre y rosas.

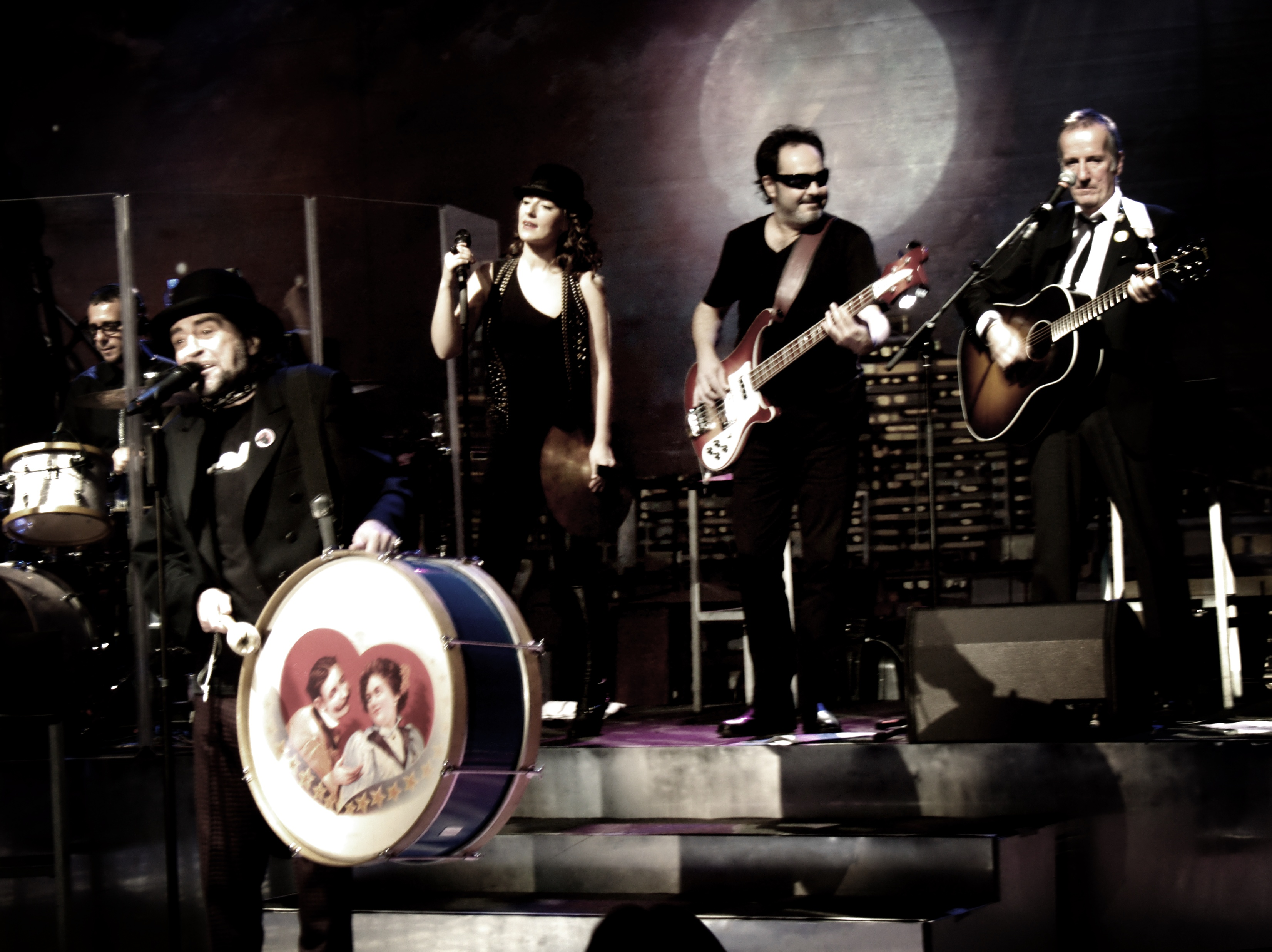
Joaquín Sabina durante un concierto de la gira en Granada. Al fondo y de izquierda a derecha: Pedro Barceló, Mara Barros, Jaime Asúa y Pancho Varona.

En la semana de su estreno en el mercado español, Vinagre y rosas fue número uno de ventas, convirtiéndose en la entrada más fuerte de esos últimos siete días, mantuvo dicho primer puesto la siguiente semana y consiguió un triple disco de platino (más de 180 000 copias vendidas). Además, también debutó ocupando el número uno en la lista de los álbumes más vendidos en Argentina, donde también fue disco de platino, y en la lista digital de iTunes de México. Permaneció 17 semanas en el puesto más alto de la lista de discos más vendidos de España.
En general, el disco ha recibido críticas elogiosas. Por ejemplo, G. Cappa considera que el disco es «un territorio abonado para las flores del mal, para las canciones que pellizcan el alma» y Luis García Montero, amigo del cantautor, afirma que Sabina es «más Joaquín que nunca».
Por el contrario, otros críticos opinan que el disco no está al mismo nivel de trabajos anteriores del cantautor y centran sus críticas en la labor de producción del disco, realizada por colaboradores habituales de Sabina como Pancho Varona, Antonio García de Diego o José Antonio Romero, y en la instrumentación de algunas canciones. Juan Puchades afirma que «no es un mal disco, es, simplemente, flojo» y respecto al trabajo de producción «cuando los productores [...] han decidido meter algo de voltaje lo han hecho con guitarras bastante convencionales, feas e incluso horteras, de aquellas que caen en el peor rockismo» aunque destaca como las mejores canciones «Menos dos alas» (dedicada al poeta Ángel González), «Cristales de Bohemia», «Agua pasada» o «Parte meteorológico» y afirma que «Sabina en Vinagre y rosas canta como quiere». Por su parte, Diego A. Manrique afirma que «Vinagre y rosas tiene hechuras de buen disco de Joaquín. El espejismo funciona si te niegas a reconocer que todo lo has gozado antes, y en versiones superiores, en otros álbumes suyos» y opina que las letras de las canciones han perdido su calidad cuando han sido encajadas con la música.
A colación de este disco, Benjamín Prado, coautor de las letras, publicó un libro titulado Romper una canción, en el que narraba el proceso de creación de las letras de las canciones que definió como «a cuatro manos».

### Posición en listas
| País      | Lista      | Posición |
| --------- | ---------- | -------- |
| Argentina | CAPIF      | 1        |
| España    | Promusicae | 1        |
| México    | AMPROFON   | 3        |

## Lista de canciones
| N.º | Título                               | Duración |  |
| 1.  | «Tiramisú de limón» (Con Pereza)     | 4:13     |  |
| 2.  | «Viudita de Clicquot»                | 4:13     |  |
| 3.  | «Cristales de Bohemia»               | 4:27     |  |
| 4.  | «Parte meteorológico»                | 3:50     |  |
| 5.  | «Ay! Carmela»                        | 3:25     |  |
| 6.  | «Virgen de la amargura»              | 3:30     |  |
| 7.  | «Agua pasada»                        | 3:40     |  |
| 8.  | «Vinagre y rosas»                    | 5:04     |  |
| 9.  | «Embustera» (Con Pereza)             | 4:10     |  |
| 10. | «Nombres impropios»                  | 4:24     |  |
| 11. | «Menos dos alas»                     | 3:34     |  |
| 12. | «Crisis»                             | 3:47     |  |
| 13. | «Blues del alambique»                | 4:42     |  |
| 14. | «Violetas para Violeta» (Tema extra) | 4:57     |  |